# Kasimovien
Stratigraphie
Moscovien Gzhélien
| Permien                                            | Cisuralien                  | Assélien     | plus récent    |
| Carbonifère                                        | Pennsylvanien cf. Silésien  | Gzhélien     | 303.7 – 298.9  |
| Carbonifère                                        | Pennsylvanien cf. Silésien  | Kasimovien   | 307.0 – 303.7  |
| Carbonifère                                        | Pennsylvanien cf. Silésien  | Moscovien    | 315.2 – 307.0  |
| Carbonifère                                        | Pennsylvanien cf. Silésien  | Bashkirien   | 323.4 – 315.2  |
| Carbonifère                                        | Mississippien cf. Dinantien | Serpukhovien | 330.3 – 323.4  |
| Carbonifère                                        | Mississippien cf. Dinantien | Viséen       | 346.7 – 330.3  |
| Carbonifère                                        | Mississippien cf. Dinantien | Tournaisien  | 358.86 – 346.7 |
| Dévonien                                           | Supérieur                   | Famennien    | plus ancien    |
| Subdivision du Carbonifère selon l'ICS, août 2018. |                             |              |                |

Le Kasimovien ou Kassimovien est un étage stratigraphique du Pennsylvanien, second sous-système du Carbonifère. Le Kasimovien s'étend de 307,0 ± 0,1 à 303,7 ± 0,1 millions d'années,.

## Historique
Le Kasimovien est nommé en référence à la ville de Kassimov en Russie. L'étage a été détaché du Moscovien en 1926 par Boris Dan’shin, qui lui a donné le nom d'horizon à Teguliferina. Le nom a été changé en horizon Kasimov par Dan’shin, de manière posthume en 1947. Georgy Teodorovich a introduit le nom Kasimovien en 1949.